# Período de entreguerras

Europa durante el período de entreguerras, hasta 1936.

Se conoce como período de entreguerras o interbellum al periodo histórico del siglo XX que cronológicamente se establece desde el final de la Primera Guerra Mundial el 11 de noviembre de 1918 hasta el inicio de la Segunda Guerra Mundial el 1 de septiembre de 1939 (20 años, 9 meses y 21 días).
A pesar de la relativa brevedad del periodo, éste representó una época de cambios significativos en todo el mundo. La producción de energía basada en el petróleo y la mecanización asociada se expandieron de forma espectacular, dando lugar a los llamados "locos años veinte", un periodo de prosperidad y crecimiento económico para la clase media de Norteamérica, Europa, Asia y muchas otras partes del mundo. Los automóviles, el alumbrado eléctrico y las emisiones de radio, entre otras cosas, se convirtieron en algo habitual entre las poblaciones del mundo desarrollado. Las indulgencias de la época fueron seguidas posteriormente por la Gran Depresión, una recesión económica mundial sin precedentes que perjudicó gravemente a varias de las mayores economías del mundo.

## Descripción

### Europa
La nueva configuración del mundo tras el final de la Primera Guerra Mundial fue decidida por las potencias aliadas durante la Conferencia de Paz de París de 1919, y que marcaría el comienzo de esta época. Sin embargo, el final de la guerra no supuso ni mucho menos el comienzo de un periodo estable o pacífico: en el caso de Europa, la situación político-social se vio inmediatamente agitada por hechos como la Revolución de noviembre de 1918 en Alemania, la Revolución húngara de 1919 o la guerra de Independencia turca (1919-1923). Estos sucesos no hicieron sino confirmar el fracaso de la pretendida intención de instaurar un periodo de paz y estabilidad tras la "Gran Guerra", aunque la creación de la Sociedad de Naciones iba encaminada a evitar el estallido de nuevos conflictos.
No menos importante fue el establecimiento en el territorio del Imperio ruso del primer estado socialista de la historia. Al comienzo del periodo se produjo la victoria de los bolcheviques en la guerra civil rusa y el asentamiento definitivo de la Unión de Repúblicas Socialistas Soviéticas (URSS). Su victoria, sin embargo, provocó que las potencias occidentales y los vecinos de la URSS establecieran el conocido como "Cordón sanitario", para aislar a Europa y al mundo capitalista del nuevo estado comunista. La temprana muerte de Vladímir Ilich Lenin dejaría el poder del país en manos de Iósif Stalin, que se convertiría en uno de los más importantes líderes a nivel global. A pesar de los temores de las potencias occidentales por el contagio revolucionario, Stalin, a diferencia de Lenin y Trotski, se opuso a la revolución mundial y fue más partidario de la teoría del socialismo en un solo país que consolidaría el sistema soviético.

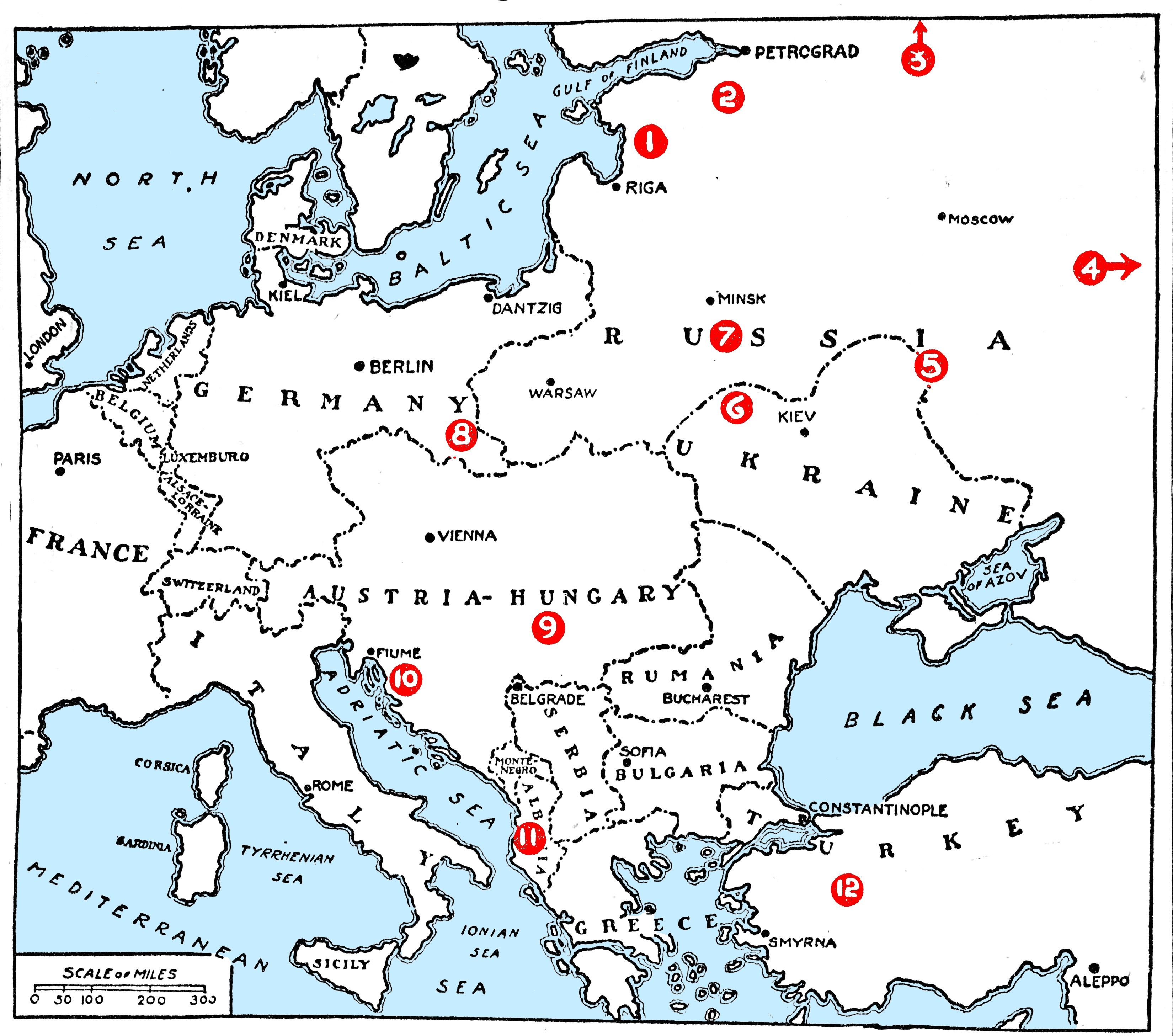
El New-York Tribune imprimió este mapa el 9 de noviembre de1919, de los conflictos armados en el Centro y Este de Europa en 1919, un año después de la terminación de la Primera Guerra Mundial:1. Guerra de Independencia de los Países bálticos y Guerra civil rusa.2. Ejército blanco de Nikolái Yudénich.3. Intervención en el norte de Rusia.4. Ejército blanco de Aleksandr Kolchak: Siberia.5. Antón Denikin: Ejército Blanco.6. Simon Petlura: Directorio de Ucrania.7. Guerra polaco-soviética.8. Tensión de Silencia entre polacos y alemanes.9. Ocupación rumana de Hungría.10. Gabriele D'Annunzio se apodera de Flume, crea la Regencia italiana de Carnaro.11. Combates promiscuos en Albania.12. Guerra de Independencia turca.

Políticamente, este periodo se vio caracterizado por la crisis de las democracias liberales, el ascenso de los fascismos y los regímenes autoritarios, así como el auge de los movimientos obreros de inspiración socialista o comunista que se inspiraban en el triunfo bolchevique de la Revolución rusa. Económicamente, vio la recuperación de la Gran Guerra y una etapa de euforia económica durante los años 1920 que se vería truncada por el crac del 29 y una profunda crisis que marcó los años 1930. Tradicionalmente, la historiografía ha señalado esta época como el preludio que acabaría desembocando en la Segunda Guerra Mundial. Por ello años más tarde entraron de nuevo en guerra.

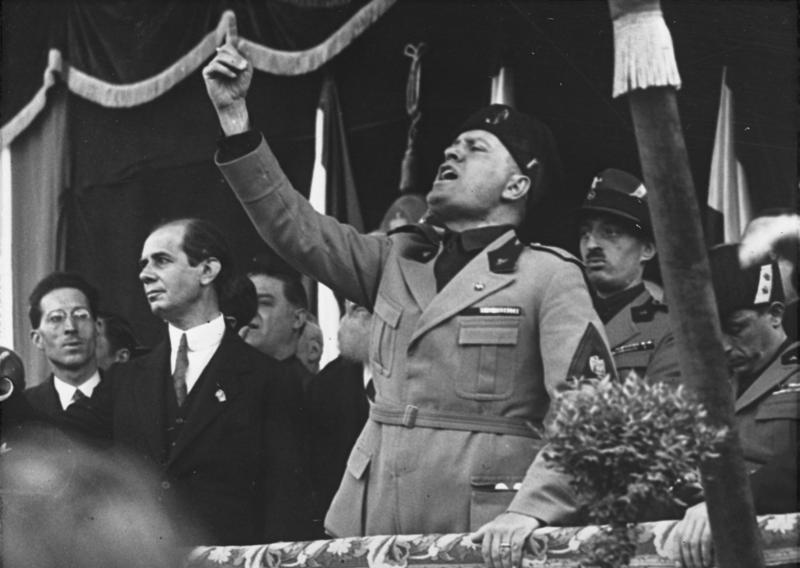
Benito Mussolini dando un discurso en Milán, en mayo de 1930

El establecimiento del fascismo en Italia (1923) bajo la dictadura de Benito Mussolini solo iba a marcar el comienzo de un fenómeno, el de los fascismos, que se iba extender por Europa a lo largo de los siguientes años. Como consecuencia del Crac del 29, la crisis económica que afectaba al mundo occidental aumentó aún más la popularidad de estos movimientos, que después de esa fecha comenzaron a crecer en apoyo popular y poder político.
En 1933 el líder del Partido nazi alemán, Adolf Hitler, se hacía con el poder en Alemania y con ello marcaba el comienzo de una espiral que acabaría desembocando en la Segunda Guerra Mundial. En otros estados, como Polonia, Yugoslavia, Hungría, Bulgaria, Rumania, Grecia y los Estados Bálticos, también se instauraron distintos regímenes autoritarios con desigual apoyo por parte de grupos sociales, sectores religiosos y el ejército. El triunfo de los fascismos se vio eclipsado por la crisis de las democracias liberales y el temor de las clases medias a los movimientos obreros (comunistas, socialistas y anarquistas) que pudieran desembocar en una revolución. En algunos países, el revisionismo hacia los tratados de paz posteriores a la Primera Guerra Mundial (Alemania, Italia o Hungría) también contribuyó al apoyo de estos movimientos.
En general, fueron dos décadas marcadas por el cambio radical de la relación entre las fuerzas internacionales, los avances técnicos y por el marcado contraste entre un enorme desarrollo del capitalismo en los años 1920 y su mayor crisis económica en los años 1930. En la primera etapa los estados occidentales, a cuyo liderazgo ya se situaba Estados Unidos, vivieron momentos de gran desarrollo económico. La bonanza de este periodo es conocida como los felices años veinte y terminaría abruptamente con el "Crac del 29", que daría paso a un periodo de crisis económica generalizada hasta el comienzo de la Segunda Guerra Mundial en 1939. Se ha visto a esta depresión como una de las principales causas de la crisis de las democracias liberales, así como del ascenso de los fascismos y los movimientos obreros.
En España el periodo de entreguerras se vio caracterizado por la crisis de la monarquía de Alfonso XIII y la instauración en 1923 de la Dictadura de Primo de Rivera, que contó con el apoyo de algunos sectores (burguesía catalana, ejército) y la indiferencia de buena parte de la población. Su éxito en la guerra del Rif supuso una inyección de apoyo a mediados de los años 1920, pero la crisis económica de 1929 y el descrédito de la Dictadura acabaron provocando su caída a comienzos de 1930. Su final también supuso que la institución monárquica se viera arrastrada en su caída, algo que se puso de manifiesto en las elecciones municipales de 1931 y la espontánea Proclamación de la Segunda República Española.
A pesar de la acogida popular, la nueva república se vio afectada por la inestabilidad político-social y la herencia de la crisis económica, y por graves sucesos como la Revolución de Asturias de 1934 y el fallido golpe de Estado de 1932. En 1936, el fracaso de un nuevo golpe de Estado acabó desembocando en una guerra civil que desgarró al país durante los siguientes tres años y terminó con la instauración de una dictadura militar bajo el control de Francisco Franco.

### América

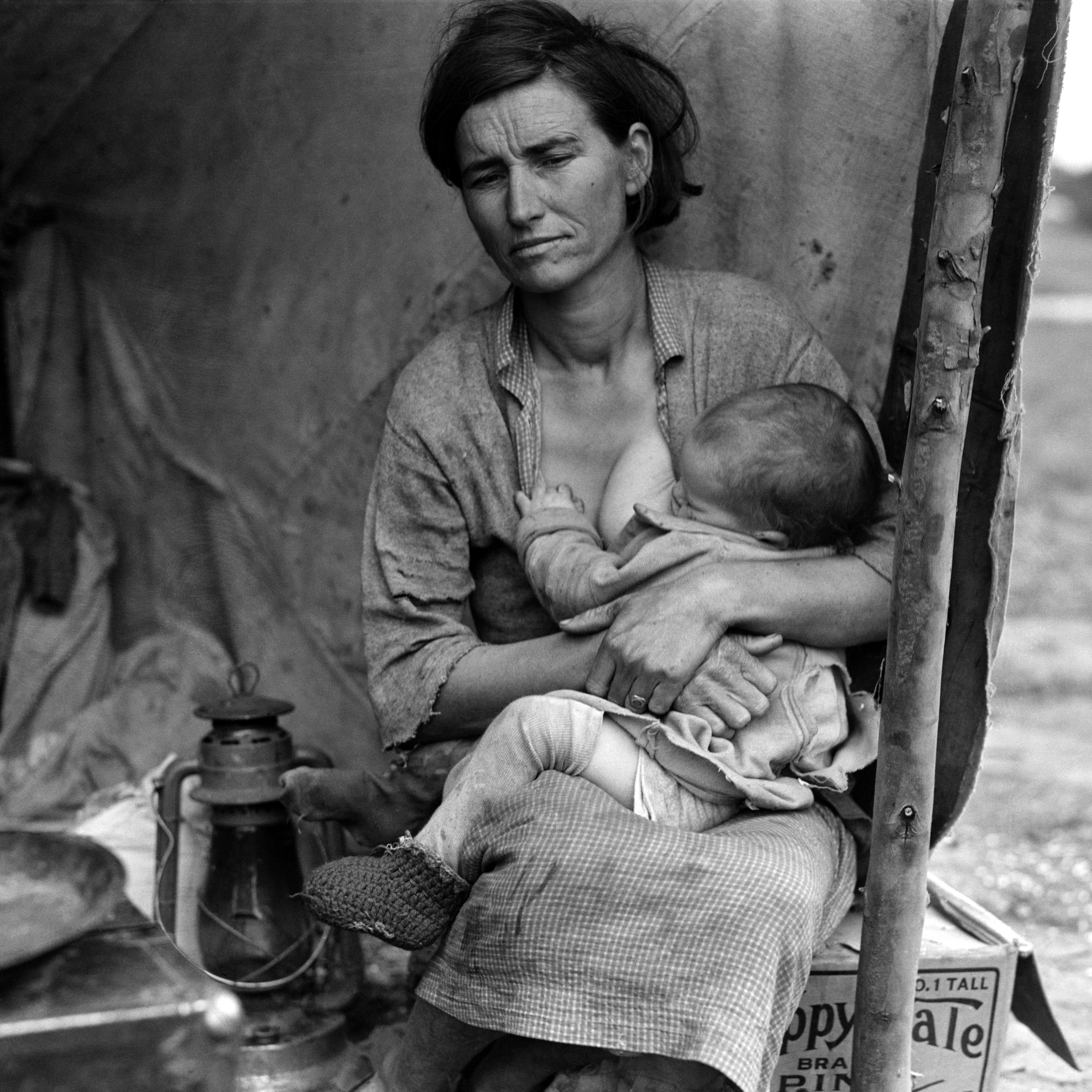
Florence Owens Thompson (madre migrante), fotografía icónica de la Gran Depresión, autora Dorothea Lange (1936).

En el continente americano, el periodo también se vio caracterizado por la bonanza económica de los años 20. Sin embargo, el crack de 1929 provocó la crisis y el posterior estancamiento de las economías de la zona, en especial las exportaciones de los países sudamericanos a Estados Unidos y Europa.
Los Estados Unidos, cuya intervención en la "Gran Guerra" había sido decisiva, se volvieron otra vez hacia el aislacionismo. La anterior política exterior de Woodrow Wilson se volvió en su contra cuando el Congreso estadounidense votó en contra de la adhesión a la Sociedad de Naciones. Su política internacional se limitó a esporádicas intervenciones militares en los estados títeres del Caribe (guerras bananeras), como la intervención de los marines en Nicaragua (1927-1934) para intentar capturar a Augusto César Sandino. Sin embargo, fue el indiscutible líder de desarrollo económico de los años 1920. Siguiendo con el caso del panorama centroamericano, en Honduras se dieron dos guerras civiles conocidas como la revolución del 19 a y la Revolución reivindicatoria ente 1919 y 1924, las cuales hicieron que la nación entrase en una crisis política y no seria acabada hasta la dictadura del general Tiburcio Carias Andino.
El ambiente social estadounidense quedó muy bien reflejado en la novela de F. Scott Fitzgerald, El gran Gatsby. Esta bonanza se iría al traste con el Crack de la Bolsa de Nueva York en 1929 y el periodo de crisis económica que le siguió, la "Gran Depresión". Los años 1930 destacarían por la llegada al gobierno de Franklin D. Roosevelt, y sus políticas del New Deal antes del estallido de la Segunda Guerra Mundial.
México, que en 1920 todavía se encontraba en los últimos coletazos de la Revolución mexicana, vio asentada finalmente su situación sociopolítica y su Constitución de 1917. A finales de la década de 1920, sin embargo, el país se volvió a ver sacudido de nuevo por la violencia de la llamada "Guerra Cristera", nombre que ha recibido la resistencia armada de los sectores católicos más intransigentes a la aplicación de la legislación y las políticas públicas orientadas a restringir la participación de la Iglesia católica tanto en la vida pública como en los bienes de la nación. La violencia durante este conflicto fue tal que algunos autores cifran en 250 000 el número total de muertos antes de que se alcanzara un convenio de paz en 1929. Los años 1930 verían la llegada del Partido Nacional Revolucionario (PNR), antecedente del Partido Revolucionario Institucional, y las reformas sociales de los gobiernos de Plutarco Elías Calles y Lázaro Cárdenas del Río. Una de las reformas más destacadas sería la Expropiación petrolera llevada a cabo durante el gobierno de Lázaro Cárdenas.
Entre 1932 y 1935 tuvo lugar la llamada guerra del Chaco entre Bolivia y Paraguay, iniciada por disputas fronterizas y a propósito del control del Chaco Boreal entre ambos países. Entre 1932 y 1933 tuvo también lugar la guerra colombo-peruana entre Colombia y Perú, iniciada por disputas fronterizas y por el control de la ciudad portuaria de Leticia y el cauce de los ríos Putumayo y Amazonas. A excepción de las intervenciones militares norteamericanas, la del Chaco y la colombo-peruana constituyeron las únicas guerras abiertas entre dos países americanos durante este periodo.

## Periodización histórica
La historiografía occidental suele dividirlo en varias etapas:
- La recuperación postbélica entre 1919 y 1924;
- El auge económico entre 1925 y 1929;
- El crac de 1929 y la posterior "Gran Depresión" que le siguió hasta 1933 o 1936;
- El ascenso de los fascismos y los regímenes autoritarios, especialmente el caso de la Italia fascista (1923) y la Alemania nazi (1933);
- La guerra civil española (1936-1939) y la gestación de la Segunda Guerra Mundial. Esta última se vio acompañado de importantes acontecimientos como la Invasión japonesa de Manchuria (1931); la Invasión italiana de Etiopía y la Remilitarización de Renania (1936); la Invasión japonesa de China (1937); o el "Anschluss" (anexión) alemán de Austria y la Crisis de los Sudetes (1938).